# Таммиспеа
Та́ммиспеа (эст. Tammispea) — деревня на севере Эстонии в волости Куусалу, уезд Харьюмаа. 

## География и описание
Расположена в 54 километрах к востоку от Таллина, на территории национального парка Лахемаа. Расстояние до волостного центра — посёлка Куусалу — около 25 километров. Высота над уровнем моря — 28 метров.
Климат умеренный. Официальный язык — эстонский. Почтовый индекс — 74614.

## Население
По данным переписи населения 2021 года, в Таммиспеа проживал 61 человек, из них 58 (96,7 %) — эстонцы.
По данным переписи населения 2011 года в деревне насчитывалось 50 жителей, из них 49 человек (98,0 %) — эстонцы.
Численность населения деревни Таммиспеа:
| Год  | 1959 | 1970 | 2000 | 2010 | 2011 | 2018 | 2020 | 2021 |
| ---- | ---- | ---- | ---- | ---- | ---- | ---- | ---- | ---- |
| Чел. | 33   | ↘ 22 | ↗ 46 | ↗ 49 | ↗ 50 | ↗ 51 | ↗ 60 | ↗ 61 |

## История
Первое письменное упоминание Таммиспеа в поддельной грамоте мызы Пальмс (Палмсе) датируется XIV веком (Tammespe). Однако, по оценке эстонского историка Энна Тарвеля, оно обозначало не деревню, а место природы. Настоящим временем упомянутых фальшивых грамот считается XV век. По мнению Тарвеля, деревня возникла сразу после 1637 года. В 1694 году Таммиспеа называлась Таммиспе (Tammispe) и принадлежала мызе Кенда (Кынну). В 1930 году упоминается такое её название, как эст. Tammispää.
Согласно историческому административному делению, деревня относилась к приходу Кадрина.
В 1977—1997 годах Таммиспеа была частью деревни Вихасоо.

## Достопримечательности
На территории деревни находится природоохранный объект — ледниковый валун Таммиспеа. Размеры: 11,2×7,1×7,8 м, охват около 27,8 м, наземный объём 262 м². Это самый высокий ледниковый валун материковой Эстонии.
- Фотоснимки валуна Таммиспеа на сайте Эстонского агентства окружающей среды

## Известные личности
- В деревне Таммиспеа проживают и занимаются творчеством эстонские скульпторы Айвар Симсон[эст.] (род. 5.12.1959)[20] и Пауль Мянд[эст.] (род. 17.12.1973)[21].

## Происхождение топонима
Топоним образован от двух слов: tamm («дуб») – tammine : tammise (род.) + pea («голова»).

## Комментарии
1. ↑  Эстонские топонимы, оканчивающиеся на -а, не склоняются и не имеют женского рода (исключение — Нарва)[8].